# Diogo de Silves
Diogo de Silves fou un pilot portuguès que avistà l'Illa de Santa Maria, a les Açores i probablement l'Illa de São Miguel, el 1427, durant la tornada d'un viatge a Madeira.
Se sap poc de la seva identitat, ja que sols hi ha una referència en una carta nàutica dibuixada pel cartògraf català Gabriel de Vallseca de 1439 i estudiada per l'historiador portuguès Damião Peres (1889-1976), on una nota indica: «Aquestes isles foram trobades p diego de ??? pelot del rey de portugal an lany MCCCCXX?II».
Com que en aquella època els cognoms sovint eren toponímics, la referència a Silves podria indicar que procedís d'aquella ciutat de l'Algarve, cosa que té sentit si es té en compte la gent de la regió que foren els primers navegants a fer molts descobriments de l'època. Un corrent d'opinió minoritari pensa que el nom podria ser Sines o d'altres variants, com ara Diego de Senill, de Sevill, de Sevilla o de Sunis.